# 白马非马
白馬非馬，中國戰國時期由名家提出辯論問題。其中最著名的論據由公孫龍提出，根據離堅白的思路而建立。在現代邏輯分類中屬於認識論的範疇。

## 歷史
白馬非馬，這個論證，在公孫龍之前应该已經存在。《戰國策》中，蘇秦曾提到刑名家以白馬非馬立說。《韓非子》記載，宋人兒說以白馬非馬，辯贏齊國稷下學者。

## 原文論證

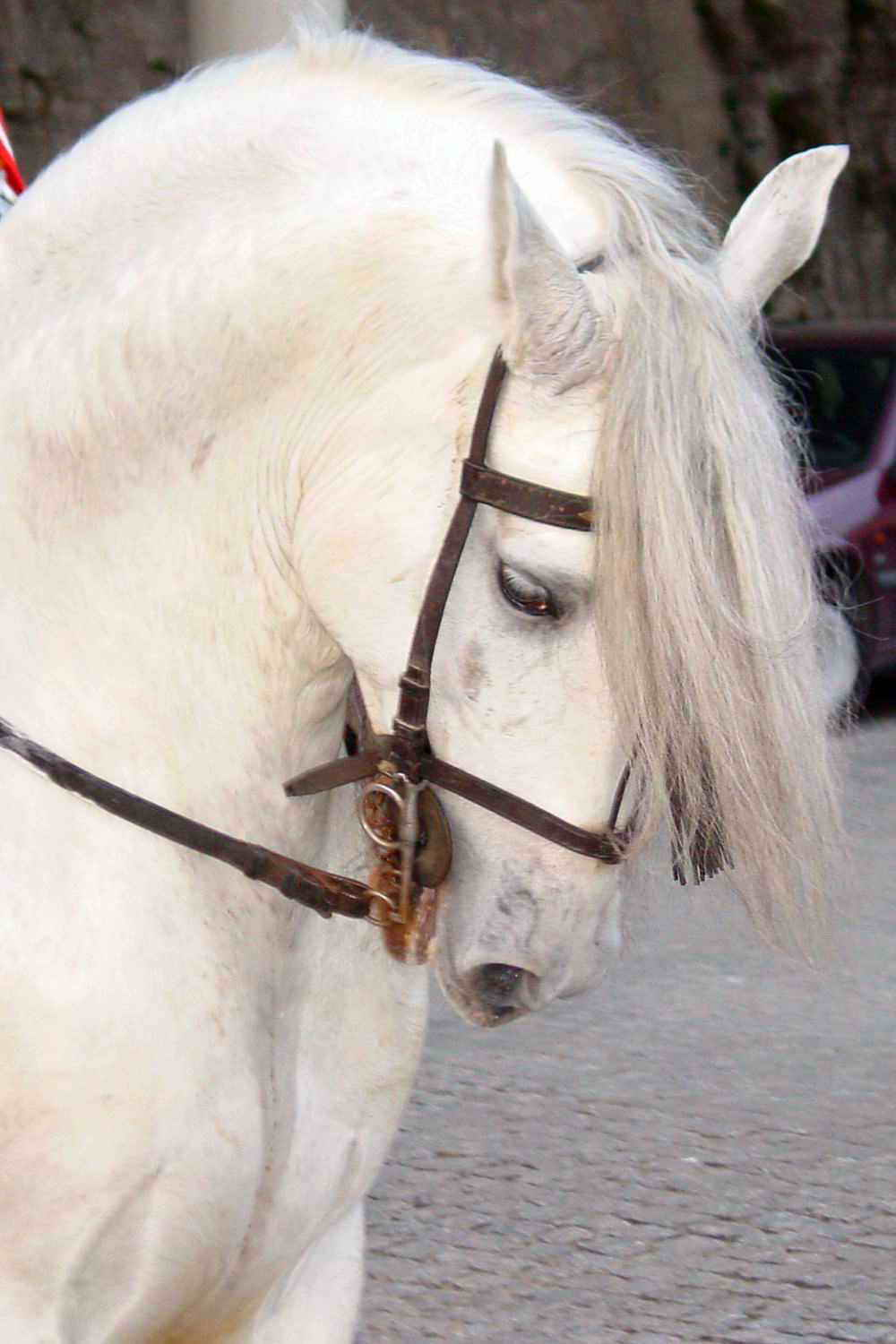
白馬是不是馬呢？

白馬非馬的論證，被收錄在《公孫龍子·白馬論》中。
公孫龍首先建立了「白馬非馬」這個命題，主要的理由是，「馬」是用來描述外形，而「白」是用來描述顏色，顏色與形狀屬於不同範疇，所以白馬不能說是馬。白馬是由顏色（白色）與外形（馬），兩種特徵結合而成。如果不具備顏色（白色）這個特徵，單單只有外形（馬），就不能說是白馬。
他接著強調，黃馬、黑馬皆是馬，但黃、黑馬不是白馬。如果白馬是馬，那黃馬、黑馬不是白馬，所以也不是馬，與命題矛盾，所以不成立。《白馬論》：「求馬，黃、黑馬皆可致；求白馬，黃、黑馬不可致。使白馬乃馬也，是所求一也。所求一者，白馬不異馬也；所求不異，如黃、黑馬有可有不可，何也？可與不可，其相非明。故黃、黑馬一也，而可以應有馬，而不可以應有白馬。是白馬之非馬，審矣！」。
公孫龍的論證如下：
白馬有兩個特徵：
1. 有馬的特徵
2. 白色的

而馬只有一個特徵：
1. 有馬的特徵

因此擁有兩種特徵的白馬不等同馬，所以白馬非馬。

## 批評
公孙龙的主要理據是：當我們說「馬」時，什麼顏色的馬，如白馬、黃馬、黑馬等，都包含在內；然而，當我們說「白馬」時，卻只能包含白馬而不能包含其他顏色的馬。因此，他便主張與眾不同的「白馬非馬」說。然而，以下兩種關於「是」的定義，可以指證公孫龍對於語義的錯誤想法：
在日常語言中，「是」主要有二義：
1. 包含於或即隸屬的意義——「是」用來指一語詞所指的事物包含在一類事物中，例如月亮是衛星（的一種）、麵包是食物（的一種）等。
2. 等同的意義——表示兩語詞所指的事物等同，例如倫敦是英國的首都，三角形是有三條邊的平面圖形等。

據此，與「是」相反的「非」或「不是」，也主要有二義——不包含及不等同的意義。
在二義中，第一義而非第二義是較普遍使用的，因為一語詞所指的事物往往與別的語詞所指的不相同。但當公孫龍說「白馬非馬」時，他卻使用第二義。所以他說「白馬非馬」，其實是說「白馬」指的事物（白色的馬）不等同「馬」指的事物（所有顏色的馬）。至於他否定別人說「白馬是馬」，這明顯是詭辯，因為這是一般人更常使用的「是」的意義，是指「白馬」包含於「馬」中，這只是與公孫龍自己使用「是」的意義不同，而不是這樣使用「是」是錯誤的。